# 木村耕三
木村 耕三（きむら こうぞう、1913年10月10日 - 1983年6月7日）は、日本の気象学者。理学博士。気象庁在職中、アメダスを完成させた業績で知られる。

## 経歴
1913年10月10日、東京都に生まれる。自宅は赤坂。父は銀座で医院を開業する医師。第八高等学校（名古屋市瑞穂区瑞穂町）を経て東京帝国大学理学部地震学科卒業。
新京市（現・吉林省長春市）の満州国中央観象台に就職。戦中は航空軍の気象将校として召集され、新京市で働く。階級は中尉。後輩にあたる将校たちが次々と結婚していったが、本人は平然とした様子で独身を貫いた。この頃熱心に読んでいたのはクローモフの『天気解析と予報入門』。戦後はソ連に1年8ヶ月抑留されたのち帰国。気象観測データは全くない状況下で、各地の兵士から現在の天気（晴れ・雨など）や見た状況をそのまま報告させ、それを利用して天気予報を行った。できるだけ多数の観測データを直ちに集める、というアイデアは後のアメダスにつながる。
中央気象台に復職の後、1948年に千歳測候所長、さらに旭川地方気象台長となる。旭川では北海道大学より理学博士の学位を授与されている。1963年、気象庁測候課長として東京に戻る。のち気象庁地震課長、仙台管区気象台長を経て気象庁観測部長となり定年退職。
観測部長だったとき、防災の強化のため気象状況をきめ細かく・より迅速に把握することが必要と木村らは「地域気象観測システム」を発案する。多くの観測データを迅速に気象庁に送るためには、当時は専用の通信回線が必要で、多額の費用が必要だった。そこで木村は、一般の電話回線に着目する。これは電電公社が電話回線をデータ通信への開放を決めた最初の事例となった。
しかし、これは最初から周囲の賛同が得られたわけではなかった。ある時点で木村が現在のアメダスに相当する地域気象観測システムの構想を打ち出した時、最も反論したのは藤原寛人（aka 新田次郎）だった。無線技術者であった藤原が考案した無線ロボット雨量計が当時実用化されていたからである。
1974年、アメダスの運用開始。運用開始にあたって英語名をつけるため部課長会議が開かれた。最初に担当の測候課からは Automatic Meteorological Observing System (AMOS)という名称が提案されたが、高層課長の清水逸郎が待ったをかけた。米国気象局で同じ名称が使われているというのだ。木村は再検討を命じた。清水は再検討の末、Automatic Meteorological Data Acquisition System (AMDAS) という名称を提案し、これが採用された。この時木村は「AMeDASとすれば雨出すになって面白いから」とAMeDASに決定した。
なお、AMeDAS の中の Automatic は後にAutomated に変更された。アメダスの現在の英語名は Automated Meteorological Data Acquisition System である。
定年後は岩手県気仙郡三陸町（現・大船渡市）に移る。仕事で各地を回っているうちに三陸が好きになったとする資料もある。北里大学水産学部で物理学を講義する。1983年6月7日、病死。同日、勲三等瑞宝章を授与される。告別式は總持寺（横浜市鶴見区鶴見）で行われ、墓所も總持寺にある。

### 私生活
妻と子がいる。木村の死後、妻は埼玉県狭山市に移る。

## 出版

### 著書
- 木村耕三『三陸へ逃げる』二見書房、1974年。doi:10.11501/9668957。 NCID BN06146183。
- 木村耕三『三陸からの警告 巨大地震を考えよう』築地書館、1984年。ISBN 4-8067-1121-7。
- 木村耕三『災害は進化する あすの危険の総点検』講談社〈ブルーバックス〉、1971年。doi:10.11501/9582007。全国書誌番号:69004774。
- 木村耕三『冷害と気象 天の利・地の利をよりよく活かすために』総合図書〈総合サイエンス・ライブラリー〉、1967年。doi:10.11501/2512904。全国書誌番号:67004042。

### 学位論文
- 木村耕三『季節の階段型変化について』（理学博士論文）北海道大学、1962年。

### 論文
- 木村耕三「松代群発地震概況」『季刊防災』第29号、全国防災協会、1966年、1-8頁、ISSN 0385-7336、NAID 40000605264。
- 木村耕三「予報業務についての意見書」『測候時報』第25巻第3号、気象庁、1958年、ISSN 1342-5692、NAID 40018010873。
- 木村耕三「東日本における小笠原気団の長期変動と太陽黒点」『天気』第29巻第5号、日本気象学会、1982年、547-554頁、ISSN 0546-0921、NAID 40002510780。
- 木村耕三「季節の階段型変化について」『気象集誌. 第2輯』第41巻第2号、公益社団法人日本気象学会、1963年、118-134頁、doi:10.2151/jmsj1923.41.2_118、ISSN 2186-9057。
- 木村耕三「優勢な低気圧に伴う不連続線の型について」『北部気象研究会誌』第4号、札幌管区気象台、札幌市、1952年、44頁、NAID 40018501462。
- 木村耕三、佐野浚一, 檀原毅, 森本良平, 萩原尊礼, 坪川家恒, 笠原慶一, 金井清「松代地震総合報告会」『地学雑誌』第75巻第4号、公益社団法人東京地学協会、1966年8月25日、45-46頁、doi:10.5026/jgeography.75.4_254、ISSN 0022-135X。
- 木村耕三「日本は天変地異のつどう国」『週刊読売』第25巻第21号、読売新聞社、1966年、84-87頁、doi:10.11501/1814257、全国書誌番号:00010903。
- 木村耕三、徳川夢声「地震予知より耐震建築をいそげ」『週刊朝日』第73巻第38号、朝日新聞出版、1968年、46-50頁、NCID AN10051537、全国書誌番号:00010794。